# 消えた天才
『消えた天才』（きえたてんさい）は、2018年10月21日から2019年8月25日まで、TBSテレビで毎週日曜20:00 - 20:54（JST）に放送されたドキュメンタリー・バラエティ番組。

## 概要
世界を舞台に活躍するトップアスリートやアーティストが過去に全く勝てないほどの実力を持ちながら、大きく活躍することなく姿を消した「天才」達。彼らが表舞台から去った理由、そしてその後の人生や現在の生活の様子を追跡する番組内容となっている。番組で取り上げられた「天才」たちは、一旦はその競技から身を引いた者がほとんどであるが、回によっては競技の指導者として復帰している者や、引退して第二の人生を歩んでいる者も取り上げられた。
当初は特別番組として、2017年より4回にわたって不定期に放送され、これらが好評を得たことからレギュラー化が決定した。レギュラー化にあたり、取り上げる人物については、特番時代から取り上げてきた一流アスリートを軸としつつも、アーティストや文化人など、芸能界のさまざまなジャンルにも枠を広げられた。他方でレギュラー放送の開始以降は、直前の日曜19時台に放送されていた『坂上&指原のつぶれない店』と、隔週で2 - 3時間のスペシャル番組として放送されることが多く、通常時間での放送実績はレギュラー放送開始から半年あまり後の2019年5月19日放送分が最初となった。

### 不祥事発覚と番組終了
2019年9月5日、TBSは今まで放送された中で映像のスピードを2割速くする加工が過去に複数回あったことの報告と同時に、謝罪のコメントを発表。具体的には同年8月11日放映分において、リトルリーグ全国大会で全打者三振の完全試合を達成した少年（当時12歳）の試合映像を早回しすることで、実際の投球よりもストレートの球速を速く見せる細工を行っていた。
この不祥事露呈により、3日後の9月8日放送予定分の放送中止が発表された。その代替番組として放映した『大陸横断!世界の珍獣 プレミア映像』の最後でも、1分37秒間お詫びのテロップが流された。またTBSは、今後詳細調査が終了するまで、8月25日放映分をもって本番組の放送を当面休止することを宣言した。
それ以前にも、本番組の視聴者からは過剰演出による違和感や明らかな捏造など、番組の都合の良いように人物の過去をでっち上げているとの疑問・批判の声が相次いでいた。休止に入った2019年9月以降は、前出の『坂上&指原のつぶれない店』の拡大版をはじめ、単発の特別番組などで埋め合わせており、本番組の終了後も後述の『バナナマンのせっかくグルメ!!』が後番組となるまでの間、同様の措置が取られた。またこれとは別に、同年9月11日には、同局の『クレイジージャーニー』でも同様に演出にまつわる不祥事が発覚し、放送休止が発表された。
さらなる調査の結果、これ以上のやらせなどは発覚しなかったものの、TBSから「本番組の継続は困難」と判断され、2019年10月21日には前出の『クレイジージャーニー』と併せて、本番組も放送終了が正式に発表された。いずれも、この時点では後番組については未定としており、正式な後番組として『バナナマンのせっかくグルメ!!』が日曜20時台に移動してきたのは、2020年4月になってからであった。
2020年2月13日、BPO放送倫理検証委員会は本番組における作為的な映像の早回し等4件の放送に関する意見を公表、「放送倫理違反があった」と判断した。

### 番組打ち切り後
本番組の打ち切り後、TBSでは2022年9月18日と2023年5月28日に『THEプラチナリスト〜スターが生まれた伝説の名簿〜』というタイトルで単発特番を放送した。これは過去に栄光を掴んだ者の現在の人生を追うという本番組に似た内容の番組であり、スタッフは本番組に関わっていたものも参加している。

## 出演者
- MC：バナナマン（設楽統・日村勇紀）
- 進行：日比麻音子（TBSテレビアナウンサー） - レギュラー時代からの出演者。
- ナレーター：林田尚親（特番1 - 4も担当）、木村匡也、真地勇志（特番1・2・4、2018年12月16日放送分 - ）、津野まさい（2019年1月13日放送分 - ）

## 放送リスト

### 特番時代
| 放送回 | 放送日         | 関連ゲスト                                                       | 特集された人物 |
| ------ | -------------- | ---------------------------------------------------------------- | --- |
| 1      | 2017年 8月27日 | 貴乃花光司、桑田真澄                                             | - 加藤耕市（2003年アマチュア横綱、中学時代の貴乃花に全勝） - 田口権一（PL学園野球部元投手、KKコンビの同期） - 国母和宏 - 柏原竜二 - 飯島秀雄 - 青山綾里 - 森尾和貴（西日本短大附属高校野球部投手） - 遠藤拓哉（遠藤保仁の長兄）                                                                                   |
| 2      | 2018年 1月3日  | 髙橋大輔、福原愛、花田虎上、吉田秀彦、岩崎恭子、水谷隼、野村克也 | - 山岡大祐（男子フィギュアスケート選手、小学生時代の髙橋大輔のライバル） - 伊藤智仁 - 岩崎敬子（岩崎恭子の姉） - 松山三四六 - 宇土弘恵（卓球選手、インターハイで福原愛に勝利） - 坂本竜介（卓球選手、福原愛とペアで全日本卓球選手権大会混合ダブルス優勝、笠原弘光とペアで全日本社会人卓球選手権男子ダブルス優勝） |
| 3      | 7月8日         | 前田健太、井上康生                                               | - 安田裕一（中学野球日本選抜、前田健太のライバル） - 落合功（1999年度全日本学生柔道体重別選手権100kg超級3位、高校時代に井上康生に2勝した） - 田原直哉 - 平山相太 - 菅原一秀（大学時代にSAMとダンスユニットを組んで活動、国会議員を目指すために引退した） - 村上友季子（村上佳菜子の姉）                           |
| 4      | 9月30日        | 中田久美、山縣亮太、田中理恵、桑田真澄                           | - 大谷佐知子 - 茅田昂（短距離走選手、山縣亮太の中学時代のライバル） - 猿田和三（慶應義塾大学野球部、1987年日米野球で活躍） - 1985年のPL学園野球部メンバー - 岡部紗季子（女子体操） |

### レギュラー時代
| 放送回 | 放送日 | 主要なゲスト                                                                         | 特集された人物 |
| ------ | ------ | ------------------------------------------------------------------------------------ | --- |
| 1      | 10/21  | 原晋、丸山桂里奈、山中慎介、羽生善治、清水宏保、井上尚弥、畠山愛理                   | - 高谷新也（1981年度小学生将棋名人戦優勝） - 松尾亮（ボクシング高校2冠、高校時代の粟生隆寛・山中慎介に勝利） - 田中美朱（新体操、藤村女子高等学校出身） - 武田豊樹 - 井坂美都 |
| 2      | 11/4   | 原晋、野村忠宏、高橋尚子、宇佐美貴史、吉田麻也                                       | - 野村忠寿（野村忠宏の兄） - 川上優子 - 新川織部 - 小芝風花、渡邊純也（第15回全日本フィギュアスケートノービス選手権アイスダンスで優勝も、小芝の芸能界入りが決まりペア解消） |
| 3      | 11/18  | 原晋、前園真聖、城彰二、上地雄輔、松坂大輔、室伏広治                                 | - 絹川愛 - 溝口和洋 - 森崎嘉之 - 丹波慎也（丹波幹雄の弟）参照：丹波幹雄#弟・丹波慎也に対する評価 |
| 4      | 12/2   | 原晋、潮田玲子、松田丈志                                                             | - 安城由紀子（1995年度全国小学生バドミントン選手権女子シングルス6年生の部優勝） - 田端良基（大阪桐蔭野球部、甲子園で大谷翔平から本塁打） - 伊藤拓郎 - 横塚博亮（中学野球日本代表チームで藤浪晋太郎と共にエースに君臨） - 岡本忠義（アンジャッシュ渡部建と同期のリトルリーグの天才投手） - 二橋大地（盛岡大学附属高等学校野球部、甲子園岩手県大会決勝で大谷翔平から疑惑の本塁打を放つ） - 山邊壽崇（競泳自由形選手、松田丈志のライバル） |
| 5      | 12/16  | 小谷実可子、原晋、山中慎介、葛西紀明、山田哲人、堀江貴文                             | - 伊東恵 - 秋元正博 - 片山陽介（南京都高等学校ボクシング部、山中慎介の同期） - 勧野甲輝 - 村田知樹（堀江貴文の中高1学年先輩。勉学以外の才能にも長け、東大時代は劇団「走れ！ばばあの群れ」を旗揚げして松下哲、船引貴史（テレ朝プロデューサー）らと活動するも早大の学生劇団時代の堺雅人の飛び抜けたスター性をみて演劇の道を断念。裏方に回ることを決意し、ソニーミュージックに就職。着うたの開発に関わった）                               |
| 6      | 1/3    | 北斗晶、松岡修造、神野大地                                                           | - 坂本あけみ - 辻野隆三 - 出岐雄大 - 早稲田実業学校高等部野球部2006年甲子園優勝メンバー |
| 7      | 1/13   | 有森裕子、上地雄輔                                                                   | - 大国美喜子（陸上女子長距離選手） - 本永誠史（熊本県鏡中学校野球部のエースとして全国優勝、当時の対戦相手に上地雄輔がいる） - 1984年箱根駅伝初出場の東京大学陸上運動部 |
| 8      | 1/27   | 原晋、前園真聖、安藤美姫、川島永嗣                                                   | - 山本あい花（女子フィギュアスケート選手、のちにアルビレックスチアリーダーズに所属） - 越智隼人 - 愛敬重之（3000メートル障害ジュニア日本記録保持者、1985年アジア陸上競技選手権大会・1986年アジア競技大会優勝） |
| 9      | 2/10   | 前田健太、川澄奈穂美、北斗晶、原晋、大久保嘉人                                       | - 2003年度中学野球日本代表チームの選手たち（前田健太のチームメイト） - 佐藤愛香（女子サッカー選手、ゴールキーパー、川澄奈穂美と同じチームで全国少年少女草サッカー大会やティファール・カップ レディース・フットサル大会で優勝） - 川田和宏 |
| 10     | 2/24   | 前園真聖、三浦知良、川口能活、五郎丸歩、安藤美姫                                     | - 阿部友里恵（女子フィギュアスケート選手、東北高等学校出身） - 望月重良 - 日永田泰佑（ラグビー選手） |
| 11     | 3/17   | 原晋、高橋尚子、篠原信一、青木愛、山下泰裕、鈴木大地                                 | - 永田竜司（1985年度日本選手権水泳競技大会200m個人メドレー優勝） - 原田早穂 - 藤猪省太 - 鯉川なつえ |
| 12     | 4/7    | 原晋、上地雄輔、貴景勝、登坂絵莉、橋本聖子                                           | - 石野渉生（2007年度JKJO全日本ジュニア空手道選手権大会5年生男子の部優勝、ジュニア空手時代の貴景勝のライバル） - 玉井絢子（女子レスリング、ジュニア時代の登坂絵莉のライバル） - 三宮恵利子 |
| 13     | 4/21   | 原晋、葛西紀明、赤井英和                                                             | - 木村高司（中京高校野球部投手、イチローのライバル） - 大和田正春 - 笠間法考 |
| 14     | 5/19   | 原晋、北斗晶、花田虎上、上原浩治、大山加奈                                           | - 上原隆明（上原浩治の兄） - 大山未希 |
| 15     | 5/26   | 原晋、照英、平野ノラ                                                                 | - 山下訓史 - 村田夏南子 - 熊倉由美 - 吉本祥二、ダース・ローマシュ匡などダルビッシュ2世と呼ばれた選手たち - 清水哲（PL学園野球部、KKコンビの1年先輩、大学時代に試合中の事故で全身不随となる） - 林田太郎（全日本ボクシング選手権大会ライトフライ級3連覇、アマ時代の井岡一翔、井上尚弥に勝利） |
| 16     | 6/16   | 小林よしひさ                                                                         | - 五十嵐久人 - 中里麗美 |
| 17     | 6/23   | 原晋、末續慎吾、福原愛、山下泰裕                                                     | - 井村久美子 - 小林秀一 |
| 18     | 6/30   | 原晋、末續慎吾、福原愛、山下泰裕                                                     | - 真喜志慶治 - 藤井寛子 - 徳野和彦 |
| 19     | 7/14   | 原晋、大谷亮平、錦織圭、北島康介、古田敦也、長嶋一茂、辰𠮷𠀋一郎、田中理恵、増田明美 | - 志村亮 - 関慎介（競泳平泳ぎ選手、北島康介のライバル） - 吉岡和也（1987年度全日本ボクシング選手権大会バンタム級優勝、アマ時代の辰𠮷𠀋一郎に勝利） - 藤井貴信（テニス選手、ジュニア時代の錦織圭に3戦全勝） - 永井美津穂（2014年アジア競技大会女子体操団体3位、2014年全日本個人総合選手権跳馬優勝、2013年全日本学生体操競技選手権優勝） - 樋口葉子（女子陸上中距離選手、増田明美のライバル）                                             |
| 20     | 7/28   | 野口みずき、古田敦也、上村愛子                                                       | - 田村育子 - 石井章夫 - 森徹 - 石井慧 - 辻佳奈美 - 斉藤浩行 |
| 21     | 8/11   | 原晋、桑田真澄、野村克也、乾貴士、中島翔哉、浅村栄斗、源田壮亮、宮本慎也、仁志敏久   | - 松田克彦 - 五十幡亮汰 - 伊藤英二（中学1年次にリトルリーグ大会で全打者三振の完全試合達成） - 町田友潤（常葉菊川高等学校時代に甲子園で活躍、「甲子園史上最高の二塁手」と呼ばれた） - 若宮三紗子 - 岸潤一郎 - 小松晃 |
| 22     | 8/25   | 原晋、照英、中澤佑二、松井稼頭央、中村順司、稲本潤一、池谷幸雄                       | - 小松原学 - 阿知波重尚（PL学園野球部、松井稼頭央の同期） - 大畠佑紀 - 安部友恵 |

## スタッフ

### レギュラー時代
- 構成：西村隆志、山形遼介、西村耕平、林田晋一、大平将貴（西村→2018年12月2日 -、林田→2018年12月16日 -、大平→2019年6月16日 - ）
- TM：八木真
- TD：早川征典
- CAM：水崎雄太
- VE：對間敏文
- 音声：清宮拓、和田良介（週替り）
- 照明：篠原秀樹、木村郁恵（週替り）
- 美術プロデューサー：中西忠司
- 美術デザイナー：寒友哉
- 美術制作：半田裕記
- 装置：上田怜(玲)
- 操作：新木大介
- 電飾：阿部達矢
- 造花装飾：平井優香子
- アクリル装飾：古川明音
- ヘアメイク：清田恵子
- 音効：江口尚人、古賀香澄
- TK：後藤リカ
- 編集・MA：T-TEX（2019年6月16日はMAのみ）
- 制作協力：frame inf、swan、NEBULA、Dragon Entertainment、G・カンパニー（Dragon→2018年12月2日 -、G→2019年5月26日 - ）
- 編成：上田淳也（以前は毎週）、高橋秀光（高橋→2018年11月18日 - ）、宮崎陽央（宮崎→2019年1月27日 - ）（週替り）
- 宣伝：中島聡
- リサーチ：馬場春樹、猿橋英之、森下剛士、吉野基比古、佐藤啓、堀越裕之、木崎正和、立川ヒロナリ(大成)、白山健吾、前田弘人（週替り）
- AD：細川祐生（毎週）、中川和将、小野恵太、川島拓也、﨑山結衣、西川あずさ、丹羽大喜、西川亮太、安室このみ、長尾美伶、秋元敦、冨田里奈、石塚拓真、遠藤成美、監物康太、河村郁哉、松川豪、中島祥太、森川大三、木曽健人、長野純子、佐藤孝彰、林望美、山口直哉、竹田彩乃、深沢聡子、押元海帆、矢口慎之介、中川寛太、儀賀春祐、山下竜馬、山田晃大（週替り）
- ドラマ演出：長江俊和（毎週）、川野浩司、小南敏也（週替り）
- ドラマP：古谷忠之、桑島岳大（桑島→以前はドラマ演出）
- 制作：飯田晃嘉（2019年5月19日 -）
- MP：細谷弘一
- AP：青木恭子、白井麻里絵（毎週）、福本純子（福本→2018年12月2日 - ）、佐藤弘興（2019年1月13日 - ）、ソンミンソン（2019年4月21日 -、以前は週替りAD）（週替り）
- ディレクター：高市廉（以前は、毎週担当）、小濱知彦、佐々木泰知、東頌三、小坂賢史、鴛海剛、伊藤寛昭、阿部裕一郎、片岡靖就、守山龍之介、久佐賀浩之、峰尾圭一、太田博章、藤巻圭吾、藤本俊介、木村翔太、奈良部隆久、藤田豊平、吉岡賢祐、米本樹、鈴木雅彦（週替り）
- チーフ/ディレクター：佐藤徹弥、林口広平（回によって担当が変わる）
- 担当プロデューサー：石田直央、河本誠司、佐藤正子（石田→2018年12月2日のみP、河本・佐藤→2018年12月2日までP►3人共→2019年2月24日まで制作P）、並木哲也、高梨織江（全員→2019年3月17日 - ）
- チーフディレクター：真鍋正孝、赤平卓、山野邊聖勝、杉野将人（週替り）
- 総合演出：佐藤賢二（2019年3月17日 - ）
- プロデューサー：横山英士（2019年3月17日 - ）
- 制作プロデューサー：鈴木栄蔵（2019年3月17日 -、2018年12月16日 - 2019年2月24日までP）
- 制作：TBSテレビスポーツ局
- 制作著作：TBS

#### 過去のスタッフ
- 構成：佐藤大地（2018年12月2日まで）
- 操作：佐藤謙紫朗（2019年3月17日まで）
- 編集：牧野晃司、菊地優太、村上和哉（全員→2019年5月26日 - 6月16日）
- MA：井田須美子、和田真由美（全員→2019年5月26日）
- 制作協力：株式会社アイ・エヌ・ジー（2018年11月18日まで）、Nadia | 10 - 100（2019年5月26日まで）
- 協力プロデューサー(不定期)：藤野信樹（2018年11月4日）、藤丸真世（2018年12月16日・2019年3月17日）、後藤隆二、山田雅一（共に→2019年1月3日）、藤田泰昌（2019年3月17日）
- 制作プロデューサー：内田久美子（2018年12月2日までP►2019年2月24日まで制作P）、山端孝博（2019年3月17日 - 6月30日、2019年2月24日までP）
- プロデューサー：宮田大樹（2018年11月18日まで）
- プロデューサー/演出：石原隆史（2018年12月2日まで）

### 特番時代
- 構成：西村隆志、山形遼介、佐藤大地（山形・佐藤→第4回）
- TM：八木真
- TD：早川征典
- CAM：水崎雄太
- VE：對間敏文（第2回-）
- 音声：清宮拓（第4回）
- 照明：篠原秀樹
- 美術プロデューサー：中西忠司
- 美術デザイナー：寒友哉
- 美術制作：半田裕記
- 装置：上田玲（第4回）
- 操作：前野博幸（第1,3回-）
- 電飾：阿部達矢
- 造花装飾：平井優香子
- アクリル装飾：古川明音（第1回はヘアメイク）
- ヘアメイク：清田恵子（第2回-）
- 編集・MA：T-TEX
- 音効：江口尚人（第4回）
- TK：後藤リカ
- 制作協力：Swan（第4回）
- 編成：上田淳也（第3回-）
- 宣伝：中島聡（第4回）
- リサーチ：佐藤啓、中越佳之、東春樹、吉野基比古（吉野→第2回-、中越→第3回）
- AD：細川祐生、佐々木幸太郎、丸岡知惠、川島里奈、中川魁人（細川・中川→第3回-、その他→第4回）
- 協力プロデューサー：村口太郎（第4回）、田中悦子（第1,4回）
- AP：青木恭子、白井麻里絵（白井→第3回-）、大熊早貴（第4回）
- ディレクター：吉岡賢祐、林口広平、佐藤徹弥、藤巻圭吾、藤本俊介、東頌三、高市廉、小坂賢史（林口→第1回-、高市→第2回-、小坂→第3回-、その他→第4回）
- チーフディレクター：山野辺聖勝（第4回）
- プロデューサー：山端孝博、内田久美子（内田→第4回）
- プロデューサー/演出：石原隆史
- 制作：TBSテレビスポーツ局
- 制作著作：TBS

#### 過去のスタッフ
- 構成：藤井靖大、加藤淳一郎、丸山コウジ（共に第3回まで）、古林壮太（第2回）
- VE：塚田郁夫（第1回）
- 音声：池田千廣（第2回まで）、和田良介（第3回）
- 装置：相良比佐夫（第3回まで）
- 操作：中尾了輔（第2回）
- アクリル装飾：久木田梨花（第1回）
- ドラマ撮影：平尾徹（第1回）、名取征（第2回）
- ドラマ撮影助手：高橋穣（第1回は撮影助手）
- ドラマ照明：堤慎太郎（第1回）、渡辺大介（第2回）
- ドラマVE：兒玉成彦（第1回）、栃木光信（第2回まで）
- ドラマメイク：原口純佳（第1回）
- ドラマヘアメイク：小堺なな（第1回はドラマメイク）、安部加奈（第2回）
- ドラマ助監督：徳弘新吾（第1回）、大草郁夫（第2回）
- ドラマ制作進行：中本淳二（第1回）、龍石桂源（第2回）
- ドラマ衣装：鈴木いづみ（第1回）、株式会社日本芸能美術（第2回）
- ドラマ演出：長江俊和（第2回まで）、川野浩司（第2回、第1回はドラマ監督）、赤平卓、久佐賀浩之（共に第3回）
- ドラマプロデューサー：北村敏彦（第2回まで）、古谷忠之（第2回、第1回はドラマAP）、宮田大樹（第3回）
- ドラマラインP：櫻井陽一（第1回はラインプロデューサー）
- ドラマキャスティング：吉﨑修平（第1回はキャスティングD）
- ドラマドライバー（第2回）：金沢明（第2回）
- ドラマ美術（第2回）：畠山和久（第2回）
- CG：前田紀子、大原貴子（第2回まで）
- 音効：荒川誠人（第3回まで）
- 制作協力：株式会社ジーン、株式会社キックラボ（共に第1回）、株式会社ネビュラ、株式会社キックファクトリー（第2回まで）、クリムゾン・ピクチャー、プライムエンターテインメント（共に第2回）、株式会社アイ・エヌ・ジー（第3回）、frame inf（第3回まで）
- 編成：辻有一、竹内敦史（共に第2回まで）、高橋智大（第3回）
- 宣伝：小山陽介（第3回まで）
- リサーチ：堀越裕之（第2回まで）
- 協力プロデューサー：溝端清悟（第2回）、横山英士（第3回まで）
- AD：恒川正広、中川和将、小平裕貴、有江和真、清水皓平（共に第1回）、ソンミンソン（第2回まで）、後藤寛瑛、大野慎介、長塚眞梨子、戸邊綾香、田中英梨子、宮本晶香、小松玲央（共に第2回）、豊田良（第2,3回）、﨑山結衣、長尾美伶、丹羽大喜（共に第3回）
- AP：藤丸真世（第1回は協力プロデューサー）
- ディレクター：小濱和彦、鈴木雅彦、池田圭、畔上健一（共に第1回）、片岡靖就（第2回まで）、飯塚一志（第1回ではチーフディレクター）、真鍋正孝、山本紗智子（共に第2回）、安井章浩（第2回は章治名義）、青山敏雄（共に第2,3回）、鷲海剛、杉野将人、守山龍之介（共に第3回まで）
- プロデューサー：河本誠司（第2回まで）